# Margaret av England
Margaret av England, född 1275, död efter 1333, var en engelsk prinsessa, dotter till kung Edvard I av England och Eleonora av Kastilien.
Hon förlovades vid tre års ålder 1278 och gifte sig vid femton års ålder 1290 med Johan II av Brabant, som 1294 efterträdde sin far som regerande hertig av Brabant. Paret fick ett barn, en son född 1300, som blev arvtagare av Brabant. 
Margaret var olycklig i Brabant, där hon tvingades tolerera makens älskarinnor och utomäktenskapliga barn. Paret närvarade vid hennes bror kung Edvard II:s bröllop i Boulonge 1308. 
Hon blev änka 1312. Hennes son var omyndig när han blev hertig. Margareta blev dock inte del av förmyndarregeringen, som istället leddes av Greve Ludvig av Évreux, Greve Gerard V av Jülich och Floris Berthout, Herre av Mechelen och Berlaar.